# Sebastian Müller (Moderator)

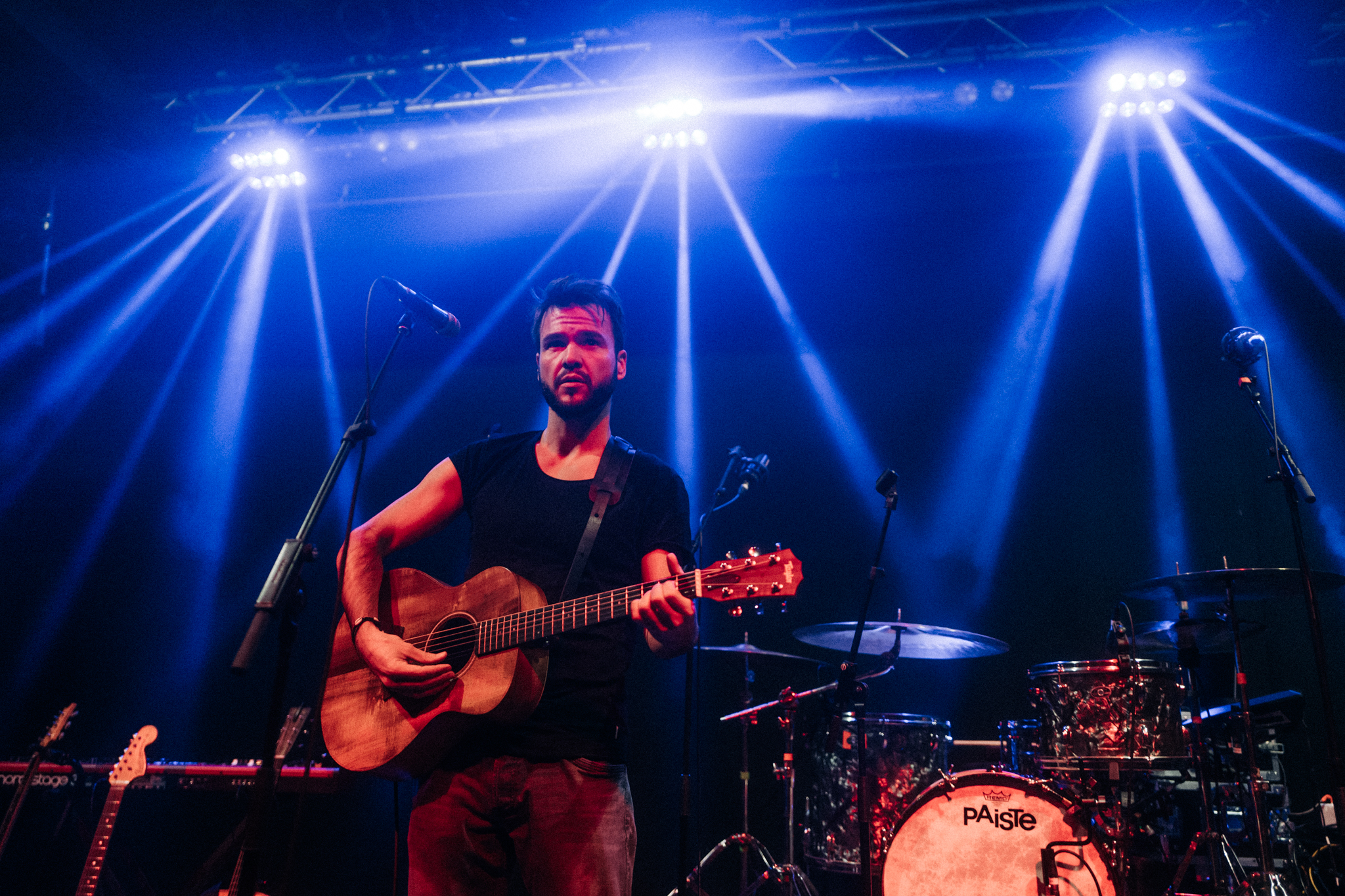
Sebastian Müller (2019)

Sebastian „Basti“ Müller (* 1979) ist ein deutscher Sänger, Sprecher, Fernseh- und Radiomoderator. Seit 2012 moderiert er die Sendung PUSH (ehemals PopUp) bei SWR3, seit September 2019 das ARD-Buffet im Ersten.

## Leben
Müller wuchs in Mensengesäß bei Aschaffenburg auf. Sein Abitur machte er 1997 in Aschaffenburg. Anfangs arbeitete er bei privaten Radiosendern in Aschaffenburg und Stuttgart. Seit 2007 moderiert er bei SWR3 und seit 23. September 2019 das ARD-Buffet. Zudem ist er als Lehrbeauftragter an den Universitäten Karlsruhe und Trier tätig.

## Radio
Im Jahr 2001 startete Müller sein Volontariat im Funkhaus Aschaffenburg. 2007 war er zusätzlich für ein halbes Jahr bei Antenne 1 in Stuttgart zu hören.
Im September 2007 wechselte er zur Popwelle SWR3 des Südwestrundfunks. Anfangs moderierte Müller häufig Sendungen wie Sunrise, Up, Die Wochenendshow und Luna / ARD-Popnacht.
Seit 2012 moderiert er zwei Wochen im Monat die Sendung PUSH (ehemals PopUp) von 13 bis 16 Uhr.
Er entwickelte das Interview-Musik-Format „SWR3 Live Lounge“. Es fand bisher einmal mit dem britischen Musiker Newton Faulkner statt.

## Fernsehen
Zwischen 2019 und der Einstellung der Sendung im Dezember 2024 war Müller einer der Hauptmoderatoren der Sendung ARD-Buffet im Ersten.
Außerdem dreht er verschiedene Service-Filme für die ARD bzw. für YouTube.

## Sprecher
Seit 2010 spricht Müller Dokumentationen und weitere Formate für arte, 3sat, das Erste und den SWR. Dazu zählen z. B. Planet Wissen, Stadt Land Kunst, die Tagesthemen, Mit dem Zug durch, metropolis und Twist.

## Auszeichnungen
Müller ist Autor verschiedener Comedyserien.
Er gewann insgesamt drei BLM-Hörfunk-Preise, unter anderem 2006 in der Kategorie Unterhaltung / Comedy.
Für die Comedy „Polikick“ zur Bundestagswahl 2009 gewann er den bpb-W(ahl)-Award der Bundeszentrale für politische Bildung.

## Musik
Anfang 2020 hat er unter dem Namen „Basti Müller“ seine ersten eigenen Songs veröffentlicht. Am 3. Februar 2023 veröffentlichte er sein Album
- Vom Suchen und Finden (2023)

Von seiner A Cappella-Formation John Beton & the five Holeblocks sind drei Alben erschienen:
- Das gibt geil (2005)
- Volles Ohr (2007)
- LIVE (2010)

John Beton & the five Holeblocks gewann 2005 den Förderpreis für junge Songpoeten der Hanns-Seidel-Stiftung.
Außerdem war er Sänger der SWR3-Band mit Stefanie Tücking und singt in der Band LuXuS.